# UkrTransNafta
UkrTransNafta est une entreprise publique gérant le transport de pétrole en Ukraine. L'entreprise opère dix-huit oléoducs sur 4 569 kilomètres de longueur, cinquante et une stations de pompage et onze parcs de stockage. 
Ses oléoducs principaux sont la partie ukrainienne de l'oléoduc Droujba, l'oléoduc Odessa-Brody et l'oléoduc Pridnipovski.